# Толмачёв, Александр Романович
Александр Романович Толмачёв (род. 7 апреля 1993 года, Луховицы, Московская область, Россия) — российский политик, депутат Государственной думы VIII созыва с 2021 года. Член Генерального совета партии «Единая Россия».

## Биография
Александр Толмачёв родился 7 апреля 1993 года в городе Луховицы Московской области. В 2014—2015 годах он работал директором муниципального автономного учреждения «Молодежный центр „Юнимакс“», в 2015—2016 годах — директором районного дома культуры «Старт». В 2016—2021 годах заседал в Совете депутатов Луховицкого муниципального района Московской области от партии «Единая Россия» (избирался 18 сентября 2016 года и 8 сентября 2019 года). Параллельно Толмачёв был помощником депутата Московской областной думы Евгения Аксакова и депутата Государственной думы VII созыва Елены Серовой.
В 2020 году Толмачёв окончил Государственный социально-гуманитарный университет. К этому моменту он занял видное положение в рядах «Молодой гвардии Единой России»: вошёл в состав Координационного совета, стал заместителем руководителя Московского областного отделения (2018) и руководителем этого отделения (2019). 19 сентября 2021 года был избран депутатом Государственной Думы VIII созыва от Щёлковского одномандатного избирательного округа № 127 с результатом 38,3 % голосов.
На фоне вторжения России на Украину Толмачёв был внесён в санкционные списки Евросоюза, США, Канады, Швейцарии, Украины и Новой Зеландии.